# Martin Lanig
Martin Lanig (Bad Mergentheim, 1984. július 11. –) német labdarúgó, a ciprusi APÓEL középpályása.

## Pályafutása
Juniorként több csapatban is megfordult. Felnőtt pályafutását 2002-ben kezdte az alacsonyabb osztályú FV Laudában. 2003-ban szerződtette a harmadosztályú 1899 Hoffenheim. 2006-ban a másodosztályú Greuther Fürthbe igazolt. Két év múlva az első osztályú VfB Stuttgart mezére váltott. 2010 és 2012 között az 1. FC Köln tagja volt. 2012-től az Eintracht Frankfurtot erősítette. 2015 januárjában 30 évesen először szerződött külföldre, a szintén német Thorsten Fink edzette ciprusi APÓEL hívására mondott igent.